# Helen-Ann Hartley
Helen-Ann Macleod Francis, coniugata Hartley (Edimburgo, 28 maggio 1973) è una vescova anglicana britannica.

## Biografia
Helen-Ann Francis è nata a Edimburgo nel 1973 ed è stata battezzata al priorato di Coldingham. Il padre era un ministro della Chiesa di Scozia, ma l'intera famiglia si convertì all'Anglicanesimo durante gli anni ottanta; sia il padre che la madre furono ordinati sacerdoti della Chiesa d'Inghilterra. Ha studiato teologia all'Università di Saint Andrews, al Seminario Teologico di Princeton e all'Università di Oxford, dove ha conseguito l'MPhil (2000) e il PhD (2005).
È stata ordinata sacerdote della Chiesa d'Inghilterra nel 2006. Dopo l'ordinazione è stata curato a Wheatley e Littlemore, lavorando contemporaneamente come lettrice in studi neotestamentari al Ripon College Cuddesdon. Dopo essersi trasferita in Nuova Zelanda nel 2010 per motivi di studio, nel 2013 è stata nominata vescovo di Waikato, venendo consacrata il 22 febbraio 2014 da Philip Richardson, arcivescovo della Nuova Zelanda; è stata la prima donna ordinata dalla Chiesa anglicana ad essere eletta vescovo.
Il 9 novembre 2017 è stata nominata vescovo di Ripon e ha preso possesso della diocesi il 4 febbraio 2018 alla cattedrale di Ripon. Il 28 novembre 2022 è stata eletta vescovo di Newcastle e ha preso possesso della diocesi il 3 febbraio 2023. Dal 21 settembre 2023 siede nella Camera dei Lord in veste di Lord spirituale.
Nel novembre 2024 è stata il primo vescovo della Chiesa d'Inghilterra a richiedere le dimissioni di Justin Welby dalla carica di Arcivescovo di Canterbury in seguito a uno scandalo sessuale in seno alla Chiesa anglicana.
È sposata con l'organista Myles Hartley dal 2003.

## Opere (parziale)
- (EN) Making Sense of the Bible: Atonement and Redemption, SPCK, 2011, ISBN 978-0-281-06405-2.
- (EN) Thinking About the Bible, National Book Network, 2015, ISBN 978-1-5064-0101-0.